# Carl Otto Nicolai
Carl Otto Nicolai (Königsberg, Prússia, 9 de juny de 1810 - Berlín, 11 de maig de 1849) va ser un compositor alemany, director i fundador de la Filharmònica de Viena. Nicolai és conegut per la seva versió per a òpera de la comèdia The Merry Wives of Windsor de Shakespeare (Les alegres comares de Windsor). A més de cinc òperes, Nicolai també va compondre obres per a orquestra, cors i solos per a instruments.

## Biografia
Nicolai, un nen prodigi, des de molt jove va abandonar a la seva llar i els seus pares per anar a estudiar amb Carl Friedrich Zelter a Berlín. Després d'un cert èxit a Alemanya, incloent la seva primera simfonia (1831) i concerts públics, es va convertir en músic de l'ambaixada de Prússia a Roma. Durant la dècada de 1840 va ser la figura més prominent de l'escena musical a Viena. El 1844 li van oferir el càrrec, ocupat fins a aquell moment per Felix Mendelssohn, de mestre de capella de la catedral de Berlín, malgrat que no s'hi establiria fins a l'últim any de la seva vida, on va tenir diverses alumnes de cant, entre elles Mathilde Marchesi.
Dos mesos després de l'estrena reeixida de Les alegres comares de Windsor, i només dos dies després d'accedir a la direcció de la Berlin Staatsoper, va morir d'un despreniment cerebral.
Les seves obres se segueixen escoltant a Àustria i a Alemanya, entre les quals destaquen alguns àlbums de lieder, una Missa en Re de considerable envergadura, i un Pater noster per a doble cor.

## Obres
Òperes
- Enrico II (Trieste, 1839)
- Il templario (Torí, 1840)
- Gildippe ed Odoardo (Gènova, 1841)
- Il proscritto (Milà, 1841)
- Mariana (Milà, 1841)
- Die Heimkehr des Verbannten (Viena, 1843)
- Les alegres comares de Windsor (Berlín, 1849)